# Pecki grad
Pecki grad je srednjovjekovna utvrda koja se nalazi oko 10 km južno od grada Petrinje u selu Pecki na Banovini.
Utvrda je pripadala zagrebačkom Kaptolu, podignuta je sredinom 16. stoljeća, a prvi put se spominje 1563. godine u izvještaju baruna Ivana Lenkovića, vrhovnog kapetana Hrvatske i Slavonske krajine. Utvrda Pecki ima pravokutni tlocrt, a izgrađena je na izduljenom obronku nad potokom Utinja. Prostor oko utvrde bio je ograđen zidom te je služio kao pribježište okolnom stanovništvu, a sličnu svrhu imale su i pećine pod utvrdom.
U blizini Pecki grada nalaze se ostaci srednjovjekovnih utvrda Klinac grad i Čuntić grad. Utvrde nekadašnje srednjovjekovne Banske granice vezane uz obrambenu granicu na Kupi predstavljaju određeno jedinstvo povezano više strateškim zadatkom obrane, a manje vremenom nastanka ili načinom gradnje. Dijeli ih gotovo jednaka sudbina u 17. i 18. stoljeću kada su uglavnom zapuštene i propadaju ili su, sukladno preporukama Ivana Lenkovića, namjerno porušene da ne padnu u turske.
Obrambene utvrde nekadašnje Banske granice vezane nedovoljno su istražene i valorizirane, a predstavljaju veliki potencijal za razvoj kulturnog turizma odnosno ostalih vrsta selektivnih oblika turizma.

## Vanjske poveznice
- Hrvatska mjesta u grafičkoj zbirci HDA - Pecki
- Satelitska slika utvrde Pecki grad na Wikimapia.org
- Projekt "Utvrde petrinjskog kraja"  Arhivirana inačica izvorne stranice od 14. srpnja 2014. (Wayback Machine)